# Six Jours de Grenoble
Les Six Jours de Grenoble ( « Six Nuits de Grenoble » en 1983, « Quatre Jours de Grenoble » en 2012 et 2013, puis « Trois Jours de Grenoble » depuis 2014) sont une course cycliste sur piste, auparavant course de six jours, organisée chaque année en novembre depuis 1971. Cette compétition fut créée par Georges Cazeneuve grâce au travail que réalisa le journaliste Albert Fontaine afin de doter d'une piste cycliste le palais des sports de Grenoble. En France, il reste le seul rendez-vous cycliste de ce type. Il en fut présenté dans d'autres villes (Six Jours de Paris, Six Jours de Bordeaux...). Jusqu'en 2014, il se dispute au palais des sports de Grenoble chaque année, avant de disparaitre et faire son retour en 2023. Les épreuves présentes sont le keirin, 500 mètres lancé, l'américaine ou le record du tour.
Cette compétition compte à son palmarès quelques-uns des plus grands noms du cyclisme dont Eddy Merckx, Bernard Thévenet, Francesco Moser, Charly Mottet, Patrick Sercu ou Laurent Fignon.
Le 16 juin 2014, le nouveau maire Éric Piolle, d'EELV, annonce que le Palais des sports de Grenoble doit retrouver des activités purement sportives et qu'il ne renouvellerait pas la convention entre l'association qui le gère et la ville. Selon lui, « Les Six Jours, c’est la mythologie du vélo des années 80. Les grands champions venaient mais aujourd’hui, il n’y a plus personne. Même les amoureux de vélo ne peuvent pas me citer un champion présent sur ces trois jours. »
Les manifestations comme les Six Jours de Grenoble, le Festival international du cirque de Grenoble ou le supercross de Grenoble disparaissent de ce fait.
À la suite de rumeurs de destruction du Vélodrome du palais des sports, le monde du cyclisme sur piste local se mobilise et une nouvelle édition, disputée sur 3 jours, est lancée en octobre 2023. Après 9 ans d'absence, les six jours cyclistes de Grenoble (ramenés à 3 jours) renaissent. Toutefois, après seulement deux éditions (2023 et 2024), l'épreuve s'arrête définitivement. Des raisons de manque de qualité du vélodrome sont évoquées.

## Palmarès

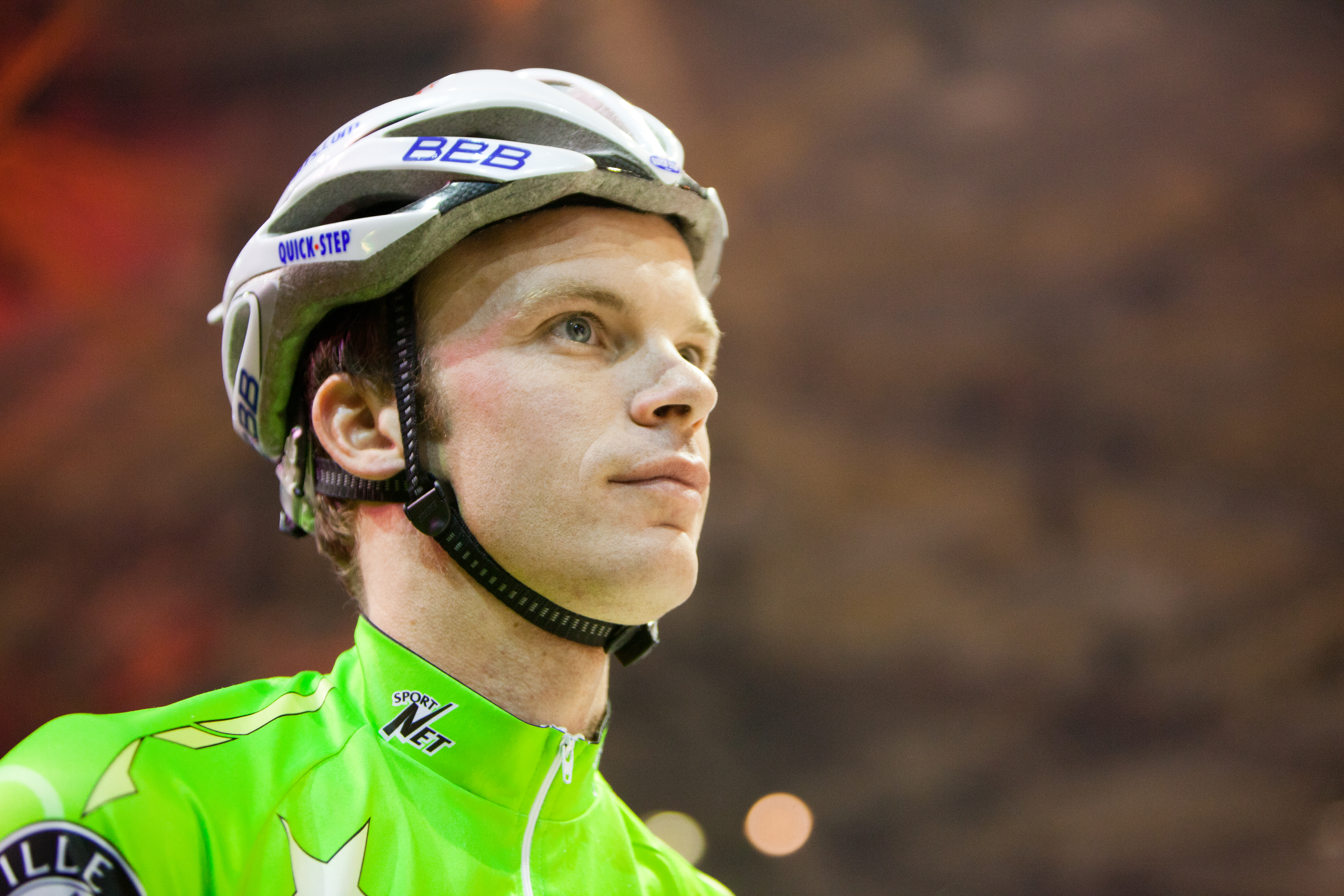
Iljo Keisse, vainqueur en 2011

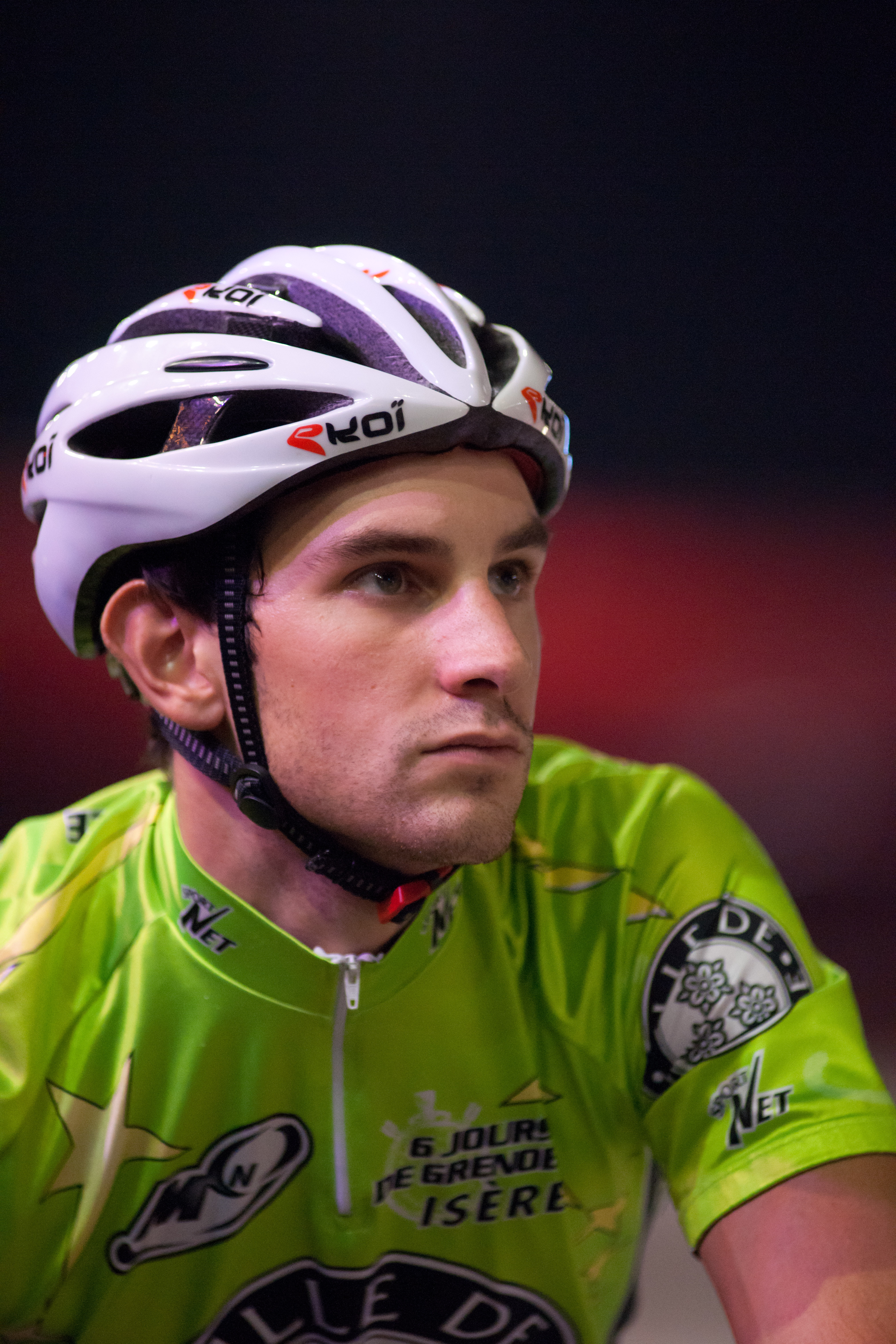
Morgan Kneisky, vainqueur en 2011

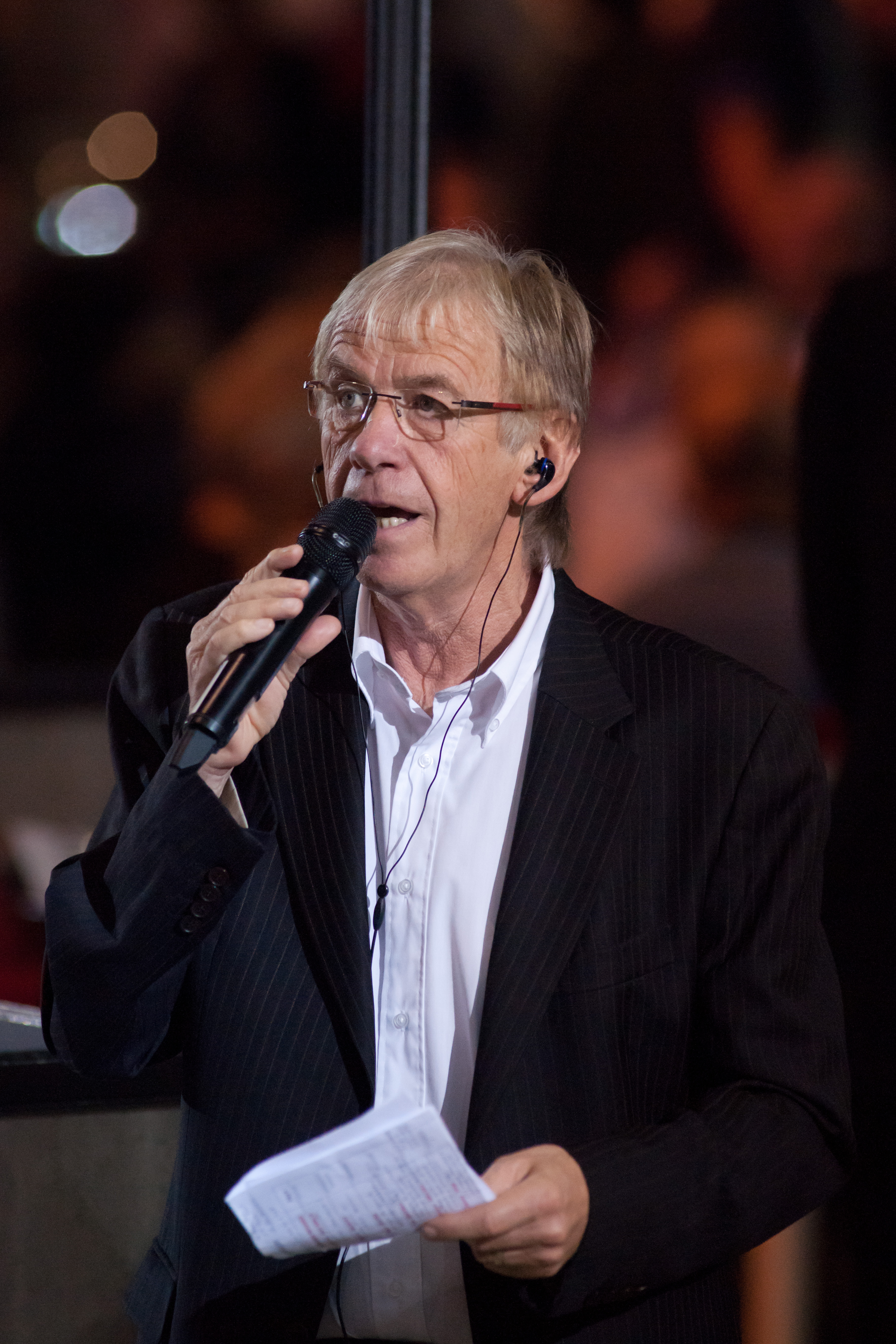
Daniel Mangeas, qui assure les commentaires durant de nombreuses années

| Année        | Vainqueur                                     | Deuxième                                      | Troisième                                |
| ------------ | --------------------------------------------- | --------------------------------------------- | ---------------------------------------- |
| 1971 janvier | Peter Post Alain Van Lancker                  | Rudi Altig Albert Fritz                       | Erich Spahn Louis Pfenninger             |
| 1971 octobre | Alain Van Lancker Jacky Mourioux              | Peter Post Cyrille Guimard                    | Patrick Sercu Ferdinand Bracke           |
| 1972         | Alain Van Lancker Cyrille Guimard             | Charly Grosskost René Pijnen                  | Felice Gimondi Norbert Seeuws            |
| 1973         | Patrick Sercu Eddy Merckx                     | Alain Van Lancker Jacky Mourioux              | Felice Gimondi Gerben Karstens           |
| 1974         | Alain Van Lancker Jacky Mourioux              | Sigi Renz Roy Schuiten                        | Patrick Sercu René Pijnen                |
| 1975         | Patrick Sercu Eddy Merckx                     | Bernard Thévenet Günter Haritz                | Freddy Maertens René Pijnen              |
| 1976         | Günter Haritz Bernard Thévenet                | Francesco Moser René Pijnen                   | Patrick Sercu Felice Gimondi             |
| 1977         | René Pijnen Francesco Moser                   | Eddy Merckx Patrick Sercu                     | Bernard Thévenet Günter Haritz           |
| 1978         | Patrick Sercu Dietrich Thurau                 | Gregor Braun Wilfried Peffgen                 | Felice Gimondi René Pijnen               |
| 1979         | René Pijnen Francesco Moser                   | Gregor Braun Roy Schuiten                     | Patrick Sercu Bernard Vallet             |
| 1980         | Danny Clark Bernard Thévenet                  | Wilfried Peffgen Constant Tourné              | Bernard Vallet Albert Fritz              |
| 1981         | Patrick Sercu Urs Freuler                     | Danny Clark Yvon Bertin                       | Donald Allan Bernard Thévenet            |
| 1982         | Bernard Vallet Gert Frank                     | Francesco Moser Urs Freuler                   | Joop Zoetemelk Udo Hempel                |
| 1983         | Daniel Gisiger Patrick Clerc                  | Jacques Michaud Bernard Vallet                | Ralf Hofeditz Pascal Poisson             |
| 1984         | Bernard Vallet Gert Frank                     | Ralf Hofeditz Gary Wiggins                    | Francesco Moser Maurizio Bidinost        |
| 1985         | Annulé : incendie au Palais des Sports        | Annulé : incendie au Palais des Sports        | Annulé : incendie au Palais des Sports   |
| 1986         | Francesco Moser Anthony Doyle                 | Bernard Vallet Gert Frank                     | Guido Bontempi Pierangelo Bincoletto     |
| 1987         | Charly Mottet Bernard Vallet                  | Anthony Doyle Etienne De Wilde                | Francesco Moser Pierangelo Bincoletto    |
| 1988         | Charly Mottet Roman Hermann                   | Danny Clark Gilbert Duclos-Lassalle           | Pierangelo Bincoletto Adriano Baffi      |
| 1989         | Gilbert Duclos-Lassalle Danny Clark           | Urs Freuler Pascal Lino                       | Etienne De Wilde Charly Mottet           |
| 1990         | Laurent Biondi Laurent Fignon                 | Pierangelo Bincoletto Adriano Baffi           | Gilbert Duclos-Lassalle Philippe Louviot |
| 1991         | Jean-Claude Colotti Philippe Tarantini        | Anthony Doyle Stephen Roche                   | Laurent Biondi Laurent Fignon            |
| 1992         | Gilbert Duclos-Lassalle Pierangelo Bincoletto | Adriano Baffi Giovanni Lombardi               | Werner Stutz Beat Zberg                  |
| 1993         | Gilbert Duclos-Lassalle Pierangelo Bincoletto | Silvio Martinello Marco Villa                 | Dieter Rüegg Patrick Vetsch              |
| 1994         | Dean Woods Jean-Claude Colotti                | Gilbert Duclos-Lassalle Pierangelo Bincoletto | Mario Cipollini Silvio Martinello        |
| 1995         | Marco Villa Silvio Martinello                 | Gilbert Duclos-Lassalle Jean-Claude Colotti   | Dean Woods Pascal Lino                   |
| 1996         | Adriano Baffi Giovanni Lombardi               | Pierangelo Bincoletto Jean-Claude Colotti     | Michael Sandstød Jakob Piil              |
| 1997         | Tayeb Braikia Jakob Piil                      | Adriano Baffi Giovanni Lombardi               | Andrea Collinelli Lorenzo Lapage         |
| 1998         | Adriano Baffi Andrea Collinelli               | Tayeb Braikia Francis Moreau                  | Jérôme Neuville Carsten Wolf             |
| 1999         | Adriano Baffi Andrea Collinelli               | Jakob Piil Michael Sandstød                   | Miguel Alzamora Joan Llaneras            |
| 2000         | Joan Llaneras Isaac Gálvez Lopez              | Jérôme Neuville Andy Flickinger               | Robert Hayles Bradley Wiggins            |
| 2001         | Franco Marvulli Alexander Aeschbach           | Jérôme Neuville Robert Sassone                | Giovanni Lombardi Jean-Michel Tessier    |
| 2002         | Adriano Baffi Marco Villa                     | Franco Marvulli Alexander Aeschbach           | Robert Sassone Jean-Michel Tessier       |
| 2003         | Franco Marvulli Alexander Aeschbach           | Jean-Pierre van Zyl Robert Sassone            | Ivan Quaranta Marco Villa                |
| 2004         | Franco Marvulli Alexander Aeschbach           | Giovanni Lombardi Marco Villa                 | Iljo Keisse Wouter Van Mechelen          |
| 2005         | Matthew Gilmore Iljo Keisse                   | Franco Marvulli Alexander Aeschbach           | Alex Rasmussen Marco Villa               |
| 2006         | Franco Marvulli Alexander Aeschbach           | Alex Rasmussen Michael Mørkøv                 | Peter Schep Jens Mouris                  |
| 2007         | Michael Mørkøv Alex Rasmussen                 | Dimitri De Fauw Alexander Aeschbach           | Marco Villa Jérôme Neuville              |
| 2008         | Michael Mørkøv Alex Rasmussen                 | Olaf Pollack Roger Kluge                      | Jérôme Neuville Alexander Aeschbach      |
| 2009         | Franco Marvulli Luke Roberts                  | Jeff Vermeulen Léon van Bon                   | Gianni Meersman Iljo Keisse              |
| 2010         | Alexander Aeschbach Franco Marvulli           | Danny Stam Léon van Bon                       | Jens-Erik Madsen Marc Hester             |
| 2011         | Iljo Keisse Morgan Kneisky                    | Alexander Aeschbach Franco Marvulli           | Tim Mertens Kenny De Ketele              |
| 2012         | Kenny De Ketele Iljo Keisse                   | Morgan Kneisky Bryan Coquard                  | Angelo Ciccone Fabio Masoti              |
| 2013         | Morgan Kneisky Vivien Brisse                  | David Muntaner Albert Torres                  | Jasper De Buyst Iljo Keisse              |
| 2014         | Vivien Brisse Thomas Boudat                   | Otto Vergaerde Moreno De Pauw                 | David Muntaner Sebastián Mora            |
| 2015-2022    | Compétition non organisée                     | Compétition non organisée                     | Compétition non organisée                |
| 2023         | Pas de classement général                     | Pas de classement général                     | Pas de classement général                |

## No limit

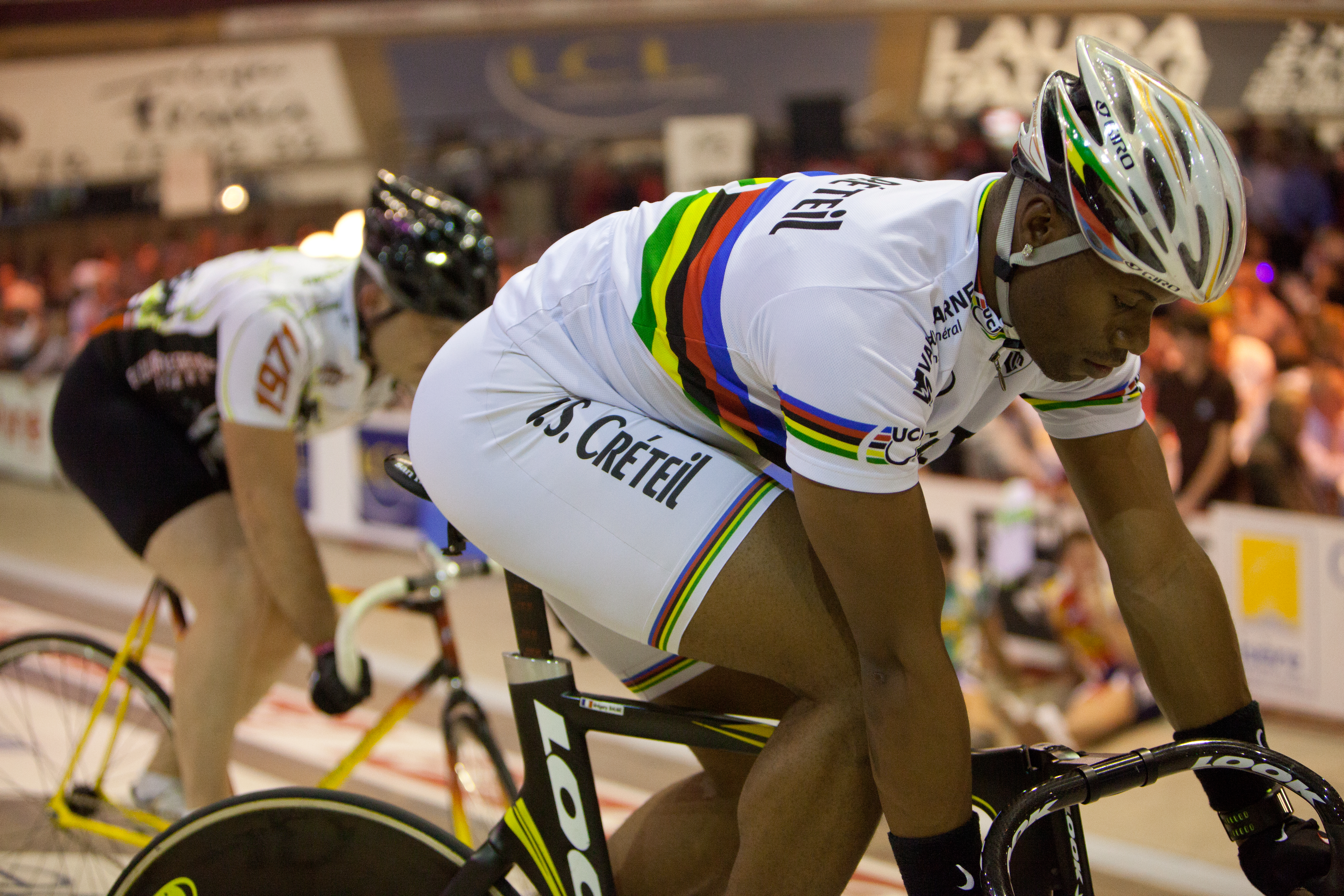
No Limit de l'édition 2011 des Six Jours.

L'épreuve No Limit, unique au monde selon l'organisateur de la course, est une épreuve de surplace. Les coureurs doivent tenir le plus longtemps possible sur leur vélo, sans se déplacer (une limite de 20 cm est tolérée) et sans mettre de pied à terre. Le record est détenu depuis 2008 par Arnaud Tournant avec 44 minutes et  18 secondes.